# Haveboligforening
Ved en haveboligforening forstås en forening, der havde til formål at skaffe sine medlemmer en havebolig, det vil sige en villa.

## Baggrund
I 1898 havde englænderen Ebenezer Howard udgivet bogen Tomorrow, a Peaceful Path to Real Reform, fulgt op i 1902 af en revideret udgave: Garden Cities of Tomorrow, hvori han argumenterede for, at den jævne befolkning skulle ud af storbyens slum og bosætte sig i havebyer, det vil sig boligbyer i forholdsvis kort afstand af storbyen men med gode færdselsforbindelser, så at arbejde i storbyen fortsat var muligt.

## I Danmark
Disse tanker vandt genklang i flere lande, blandt andet i Danmark, og i 1911 blev af Selskabet for Sundhedspleje i Danmark udsat et præmie på 1.000 kroner for det bedste forslag til et "Skitseret Forslag til en dansk Haveby".
Ret hurtigt blev der også taget skridt til at finde en organisationsform til fremme af havebolig-tanken, og der oprettedes ret hurtigt flere sådanne selskaber, hvis mål var at opføre dobbelthuse for derved at muliggøre udlejning og gøre finansieringen af byggeriet så overkommelig som muligt. Lovgivningsmæssigt betød fornyelsen af loven om statslån til byggeforeninger i 1898, at der blev skaffet en begyndende finansieringsmulighed, og det førte til oprettelsen af følgende byggeforeninger i Københavnsområdet:
1. Valby og Omegns Byggeforening (stiftet 1898) Overbys Allé-Hartmanns Allé.
2. Valby Arbejderes Byggeforening (stiftet 1898) Søndre Allé-Nordre Allé.
3. Venners Hjem (stiftet 1898) Trekronergade.
4. Godthaab (stifter 1898) Badensgade.
5. Enigheden (stiftet 1898) Enigheds Allé-Brønshøjholm Allé.
6. Frederiksberg Arbejderes Byggeforening (stiftet 1898) Folkets Allé.
7. Kløverbladet (stiftet 1899) Kløverbladsgade-Trekronergade
8. Fremad (stiftet 1899) Grækenlandsvej-Fremads Allé
9. Gimle (stiftet 1899) Tingvalla Allé-Gimles Allé
10. Taarnby Villaby (stiftet 1900)
11. Valhal (stiftet 1901) Baggersvej
12. Bien (stiftet 1902) Biens Allé
13. Broderskabet (stiftet 1902) Ahrenkildes Allé-Krudtmøllegårds Allé
14. Selveje (stiftet 1903) Nørretofte Allé-Selveje Allé
15. Lyset (stiftet 1910)
16. Grøndalsvænge (stiftet 1911)
17. Præstevangen (stiftet 1912)
18. Frederiksberg Kommunale Funktionærers Boligforening (stiftet 1913)

I 1912 stiftedes Dansk Haveboligforening.